# Crépuscule à Tokyo
Pour plus de détails, voir Fiche technique et Distribution.
Crépuscule à Tokyo (東京暮色, Tōkyō boshoku) est un film japonais réalisé par Yasujirō Ozu, sorti en 1957.

## Synopsis
Takako, la sœur ainée de la famille ayant fui son mari alcoolique et violent, est revenue habiter avec sa fille à Tokyo dans la maison de son père. Akiko, sa jeune sœur, enceinte et abandonnée par son petit ami, se fait avorter. Elles découvrent que leur mère, qui avait abandonné le foyer familial quand la plus jeune avait 3 ans, est revenue à Tokyo et tient un salon de mah-jong.

## Fiche technique
- Titre français : Crépuscule à Tokyo
- Titre original : 東京暮色 (Tōkyō boshoku?)
- Titre anglais : Tokyo Twilight
- Réalisation : Yasujirō Ozu
- Scénario : Kōgo Noda et Yasujirō Ozu
- Musique : Kojun Saitō
- Photographie : Yuharu Atsuta
- Son: Yoshisaburō Senoo
- Montage : Yoshiyasu Hamamura
- Société de production : Shōchiku
- Sociétés de distribution :
  - Japon : Shōchiku
  - France : Alive (1994) puis Carlotta Films (2018)
- Pays de production :  Japon
- Langue originale : japonais
- Format : noir et blanc - 1,37:1 - son mono - 35 mm
- Genre : drame
- Durée : 140 minutes[1] (métrage : quinze bobines - 3 841 m[1])
- Dates de sortie : 
  - Japon : 30 avril 1957[1]
  - France : 30 juillet 1994, puis 1er août 2018

## Distribution
- Setsuko Hara : Takako Numata
- Ineko Arima : Akiko Sugiyama, soeur cadette de Takako
- Chishū Ryū : Shukichi Sugiyama, le père de Takako et d'Akiko
- Isuzu Yamada : Kikuko Aijima, l'ex-femme de Shukichi
- Nobuo Nakamura : Sakae Aijima, le nouveau mari de Kikuko
- Masami Taura : Kenji Kimura, l'amant d'Akiko
- Kinzō Shin : Yasuo Numata, le mari de Takako
- Noriko Mori : Michiko Numata, la petite fille de Takako et Yasuo
- Haruko Sugimura : Shigeko Takeuchi, la soeur cadette de Shukichi
- Teiji Takahashi : Noboru Kawaguchi, un camarade d'Akiko
- Fujio Suga : Saburo Tomita, le barman ami d'Akiko
- Sō Yamamura : Seki Sekiguchi, l'ami de Shukichi rencontré au pachinko
- Kamatari Fujiwara : Yoshihira Shimomura dit "Gihei", le vendeur de nouilles
- Seiji Miyaguchi : Wada, le policier
- Teruko Nagaoka : Tomizawa, la gouvernante
- Haruo Tanaka : Komatsu, l'invité
- Kumeko Urabe : la maitresse de Komatsu
- Tsūsai Sugawara (en) : un copain de mahjong de Kawaguchi (caméo)

## Autour du film
À partir du même scénario signé Yasujirō Ozu, Tomu Uchida avait déjà tiré un film en 1937, Kagirinaki zenshin (限りなき前進).
En 1957, la société japonaise a considérablement changé, et ce récit "classique" fournit au cinéaste un nouveau prétexte pour évoquer de façon mélodramatique la dissolution de la famille japonaise, dans un pays qui marche déjà joyeusement vers la société de consommation. Crépuscule à Tokyo est peut-être le film le plus pessimiste d'Ozu, dans la grisaille stylisée d'un Tokyo dénué de ses séductions habituelles.